# Đồng Naibrug
De Đồng Naibrug (Vietnamees: Cầu Đồng Nai) is een beweegbare brug over de Đồng Nai in Vietnam.
De brug ligt in het middelste gedeelte van Biên Hòa en verbindt de provincies Đồng Nai en Bình Dương. De lengte van de oude brug was 453,9 meter en had een breedte van 16 meter. Het voetpad op de brug was 3,6 meter breed.

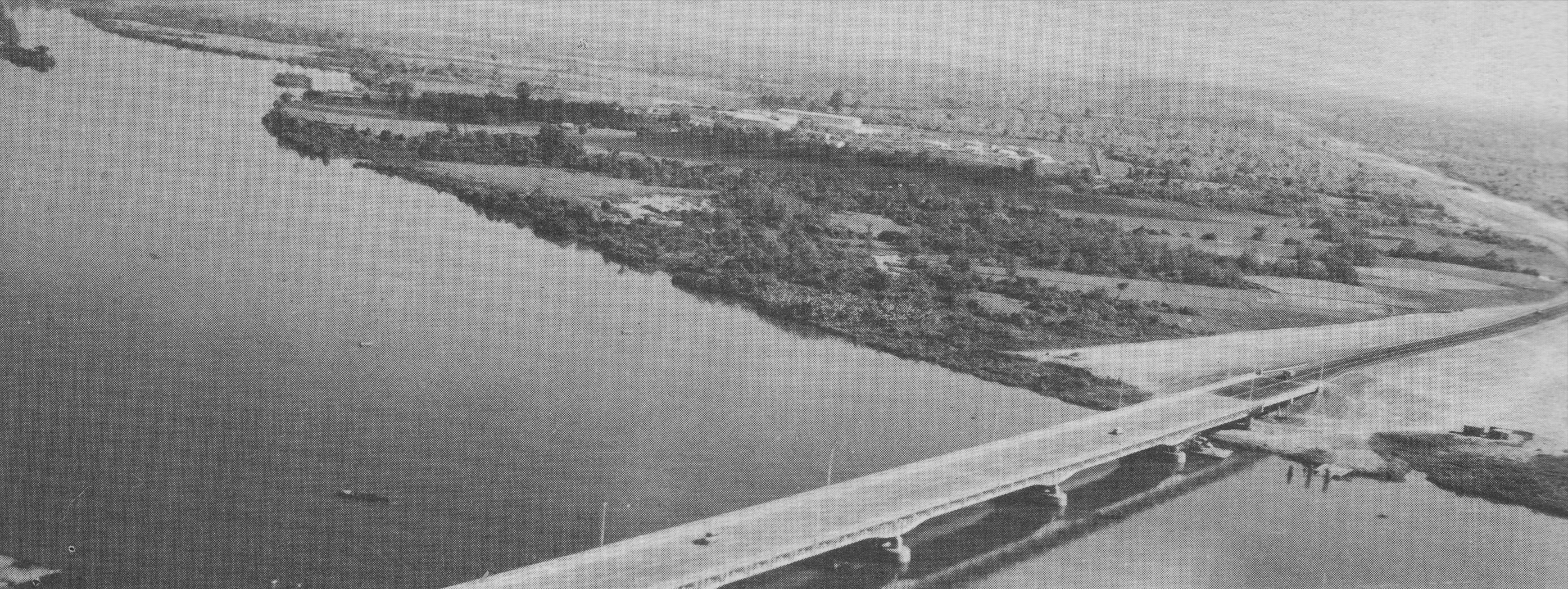

De brug werd in 1964 gebouwd. Doordat er nog dagelijks 44.000 voertuigen over de brug reden, is de brug in 2009 vervangen door een brug op dezelfde plaats.
De nieuwe brug is gemaakt van beton en is een plaatbrug. De nieuwe brug heeft in totaal zes overspanningen en is in totaal 461 meter lang.
Boven op de brug ligt de Hoofdweg van Hanoi, wat een onderdeel is van de Nationale weg 1A.